# Mattia Casadei
Mattia Casadei (* 2. Juli 1999 in Rimini) ist ein italienischer Motorradrennfahrer.
Er tritt in der MotoE-Weltmeisterschaft im Rahmen der Motorrad-Weltmeisterschaft an und ist 175 cm groß. Casadei gewann dort im Jahre 2023 den WM-Titel und ist somit der erste Weltmeister der elektrischen Rennserie, nachdem diese nach vier Jahren den Weltmeisterschaftsstatus zugesprochen bekam.

## Karriere
2019 nahm Casadei gleich am ersten MotoE World Cup als jüngster Fahrer im Feld teil. Er wurde mit einem Podestplatz Gesamtzehnter.
2020 verbesserte sich Casadei auf den fünften Gesamtrang.

## Statistik

### In der Motorrad-Weltmeisterschaft
(Stand: Saisonende 2023)
| Saison | Klasse | Team                  | Motorrad | Rennen | Siege | Zweiter | Dritter | Poles | Schn. Runden | Punkte | Ergebnis    |
| ------ | ------ | --------------------- | -------- | ------ | ----- | ------- | ------- | ----- | ------------ | ------ | ----------- |
| 2019   | MotoE  | SIC58 Squadra Corse   | Energica | 6      | –     | –       | 1       | –     | –            | 39     | 10.         |
| 2020   | MotoE  | SIC58 Squadra Corse   | Energica | 7      | –     | 1       | 1       | –     | –            | 74     | 5.          |
| 2021   | MotoE  | SIC58 Squadra Corse   | Energica | 6      | –     | 2       | 1       | –     | –            | 79     | 6.          |
| 2021   | Moto2  | Italtrans Racing Team | Kalex    | 1      | –     | –       | –       | –     | –            | –      | –           |
| 2022   | MotoE  | Pons Racing 40        | Energica | 12     | 2     | 2       | 3       | 2     | 1            | 156    | 4.          |
| 2023   | MotoE  | HP Pons Los40         | Ducati   | 16     | 5     | 2       | 3       | 2     | 4            | 260    | Weltmeister |
| 2023   | Moto2  | Fantic Motor          | Kalex    | 7      | –     | –       | –       | –     | –            | 0      | 39.         |
| Gesamt | Gesamt | Gesamt                | Gesamt   | 55     | 7     | 7       | 9       | 4     | 5            | 599    |             |

### In der Supersport-Weltmeisterschaft
(Stand: 25. Juli 2021)
| Saison | Team                             | Hersteller | Rennen | Siege | Zweiter | Dritter | Poles | Schn. Runden | Punkte | Ergebnis |
| ------ | -------------------------------- | ---------- | ------ | ----- | ------- | ------- | ----- | ------------ | ------ | -------- |
| 2019   | BARDAHL Evan Bros. WorldSSP Team | Yamaha     | 1      | –     | –       | –       | –     | –            | 1      | 34.      |
| 2021   | VFT Racing                       | Yamaha     | 2      | –     | –       | –       | –     | –            | 0      | –        |
| Gesamt | Gesamt                           | Gesamt     | 3      | 0     | 0       | 0       | 0     | 0            | 1      |          |

### Im Red Bull MotoGP Rookies Cup
| Saison | Rennen | Siege | Zweiter | Dritter | Poles | Schn. Runden | Punkte | Ergebnis |
| ------ | ------ | ----- | ------- | ------- | ----- | ------------ | ------ | -------- |
| 2015   | 13     | –     | –       | –       | –     | –            | 52     | 15.      |
| 2016   | 13     | –     | –       | –       | 1     | –            | 68     | 10.      |
| Gesamt | 26     | 0     | 0       | 0       | 1     | 0            | 120    |          |